# Comuna de Kadzidło
Kadzidło (polaco: Gmina Kadzidło) é uma gminy (comuna) na Polónia, na voivodia de Mazóvia e no condado de Ostrołęcki. A sede do condado é a cidade de Kadzidło.
De acordo com os censos de 2004, a comuna tem 11 007 habitantes, com uma densidade 42,5 hab/km².

## Área
Estende-se por uma área de 258,94 km², incluindo:
- área agricola: 54%
- área florestal: 40%

## Demografia
Dados de 30 de Junho 2004:
|                      | Total   | Total | Mulheres | Mulheres | Homens  | Homens |
| -------------------- | ------- | ----- | -------- | -------- | ------- | ------ |
|                      | pessoas | %     | pessoas  | %        | pessoas | %      |
| População            | 11 007  | 100   | 5356     | 48,7     | 5651    | 51,3   |
| Densidade (pop./km²) | 42,5    | 100   | 20,7     | 20,7     | 21,8    | 21,8   |

De acordo com dados de 2002, o rendimento médio per capita ascendia a 1307,98 zł.

## Subdivisões
- Brzozowa, Brzozówka, Czarnia, Chudek, Dylewo Nowe, Dylewo, Golanka, Grale, Gleba, Jazgarka, Jeglijowiec, Kadzidło, Kierzek, Klimki, Krobia, Kuczyńskie, Piasecznia, Rososz, Siarcza Łąka, Sól, Strzałki, Tatary, Todzia, Wach.

## Comunas vizinhas
- Baranowo, Lelis, Łyse, Myszyniec, Zbójna